# 石川氏叉杜父魚
石川氏叉杜父魚，為輻鰭魚綱鮋形目杜父魚亞目杜父魚科的其中一種，為溫帶海水魚，分布於西北太平洋日本海域，體長可達8公分，棲息在潮間帶，生活習性不明。